# Böllinger Mühle

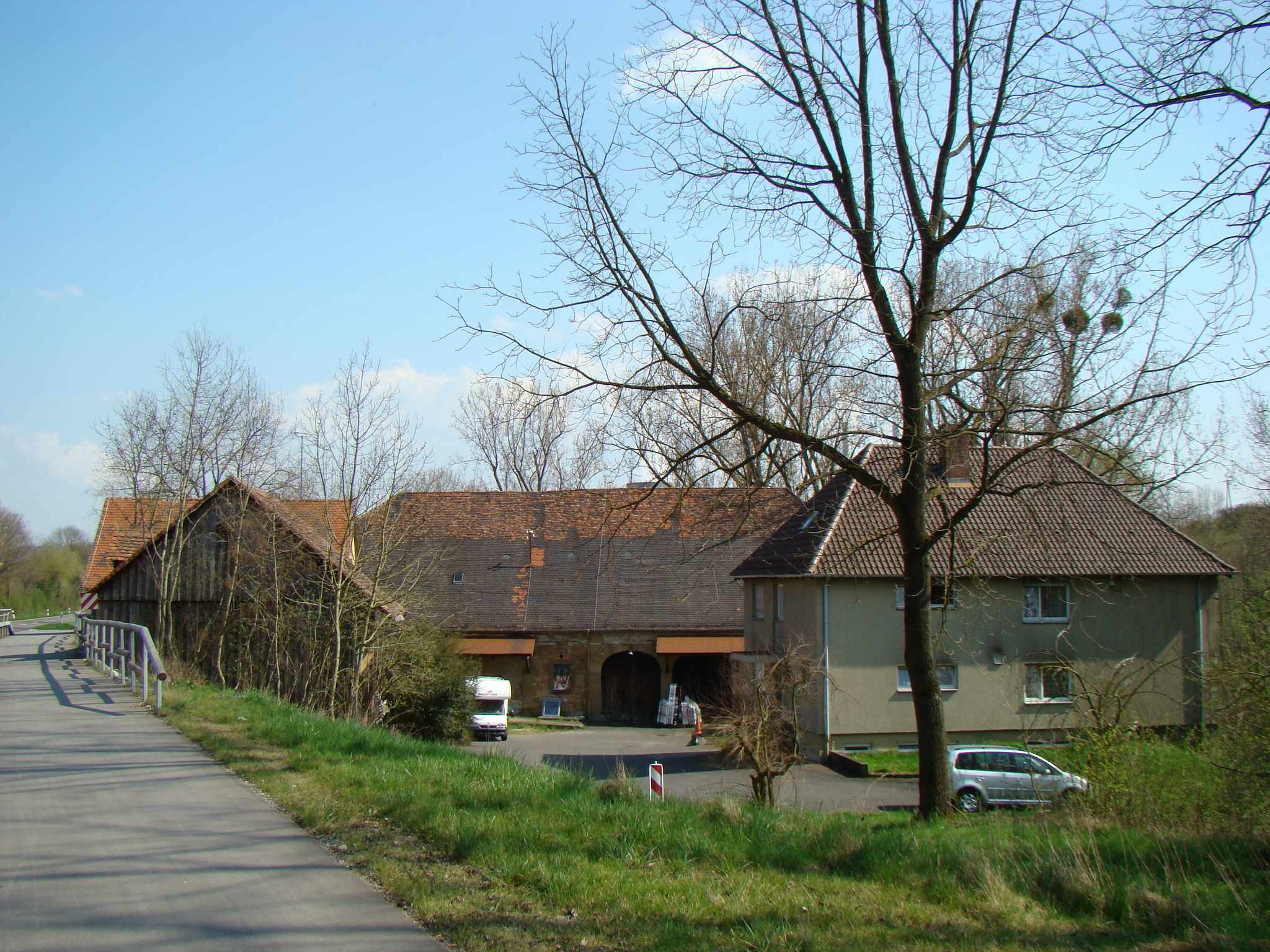
Böllinger Mühle

Die Böllinger Mühle ist eine ehemalige Mühle im Heilbronner Stadtteil Neckargartach. Die Mühle wurde im 13. Jahrhundert erstmals erwähnt und war Teil des Ortes Böllingen, der jedoch bis zum frühen 17. Jahrhundert bis auf die Mühle und den Altböllinger Hof abgegangen ist. Das Müllerhandwerk wurde bis um 1970 dort ausgeübt.

## Geschichte

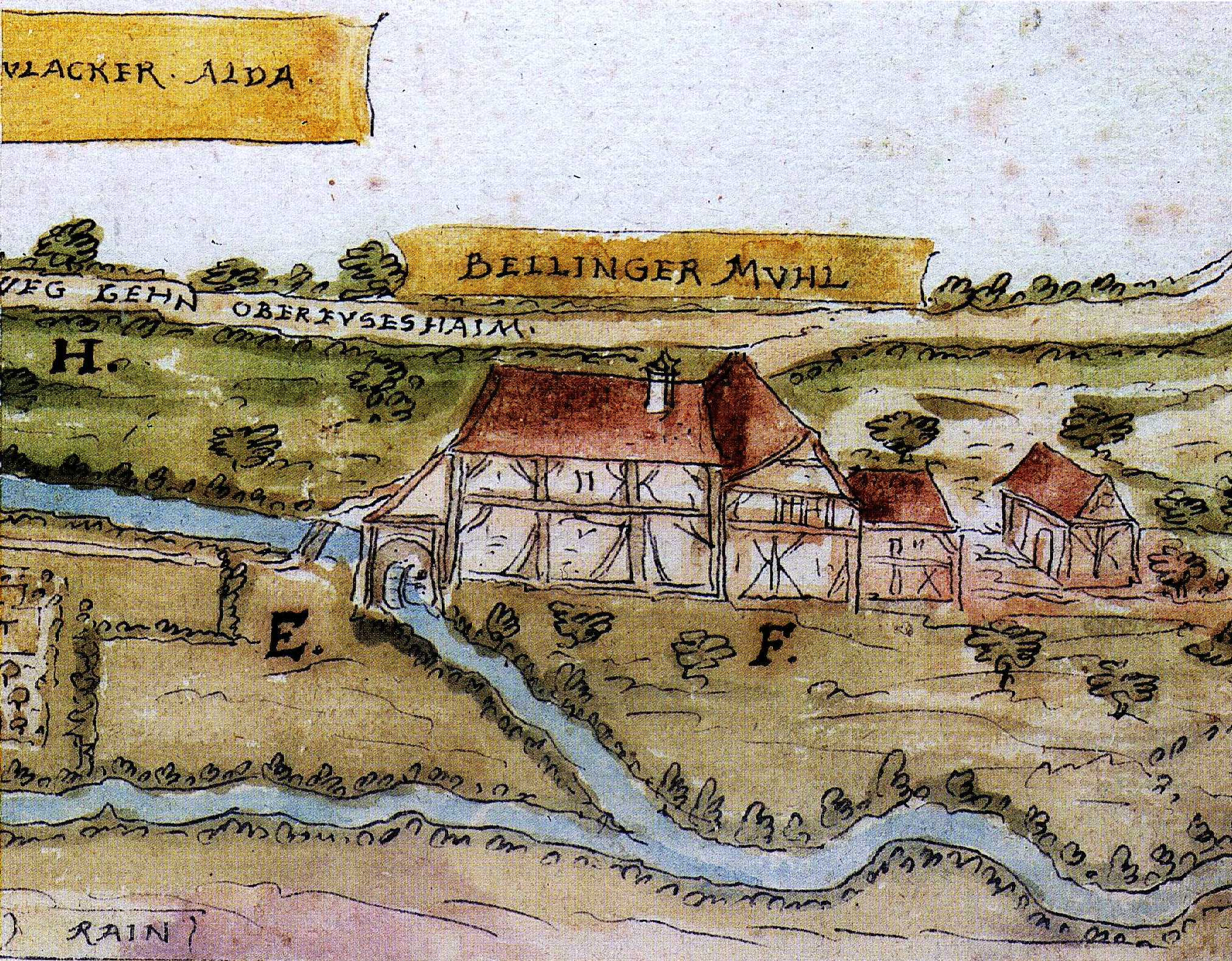
Darstellung der Bellinger Muhl von 1619

Böllinger Mühle um 1890

Die Mühle am Böllinger Bach (früher Biberach) hat ihren Namen von der einstigen Siedlung Böllingen, die bereits im 8. Jahrhundert erwähnt wurde. Im 13. Jahrhundert gehörte die Böllinger Mühle dem Ritterstift Wimpfen. Ab 1390 gehörte die Mühle dem Katharinenspital in Heilbronn. Anfang des 17. Jahrhunderts war die Böllinger Mühle neben dem Altböllinger Hof der einzig erhalten gebliebene Rest des Dorfes Böllingen.
Erwähnung fand die Mühle im Dreißigjährigen Krieg, als die in der Schlacht bei Wimpfen unterlegenen markgräflichen Truppen, die von Norden und Westen durch Tilly bedrängt wurden, im Osten vom Neckar und im Süden vom Hochwasser führenden Böllinger Bach eingeschlossen waren. Der Markgraf hatte, vermutlich aus Siegesgewissheit, an keinen Fluchtweg für seine Truppen gedacht. Nur eine einzige Brücke bei der Böllinger Mühle führte über den Böllinger Bach, so dass sich die Fliehenden hier stauten, von Tillys Reiterei eingeholt und niedergemetzelt wurden. Bis zum Abend soll es nach einigen Quellen insgesamt an die 5000 Tote gegeben haben, davon etwa 4000 auf dem Schlachtfeld und 600 auf umliegenden Gemarkungen.
Von 1803 bis in die 1960er/1970er-Jahre wurde der Betrieb der Böllinger Mühle fortgesetzt und weiter ausgebaut. Der Leinbach wurde zugunsten des Mühlkanals reguliert.
Im 19. Jahrhundert verfügte die Getreidemühle über vier Gänge. In den 1970er Jahren, als der Böllinger Hof und somit die Mühle der Stadt Heilbronn gehörten und an die Süddeutsche Zuckerfabrik verpachtet worden waren, hieß es: „Die einstige Mühle ist außer Betrieb“. Das Hauptgebäude der Böllinger Mühle brannte in der zweiten Hälfte des 20. Jahrhunderts nieder.

## Beschreibung
Das Hauptmühlengebäude bestand aus zwei Gebäudeteilen: Der erste Gebäudeteil war ein zweigeschossiger, sechs Fensterachsen breiter giebelständiger Bau mit Krüppelwalmdach. Der zweite Gebäudeteil ist ein auf der linken Seite des giebelständigen Baus angebauter traufständiger Flügel, der den Brand überstanden hat. Die noch erhaltenen Reste der Böllinger Mühle wie die denkmalgeschützten Nebengebäude, der linke traufständige erhalten gebliebene Flügel des Hauptmühlengebäudes, der Mühlkanal und das Mühlenanwesen gelten als Kulturdenkmal.